# Кок (округ, Теннессі)
Шаблон:StateAbbr_ 35°56′ пн. ш. 83°07′ зх. д. / 35.93° пн. ш. 83.12° зх. д.
Округ  Кок (англ. Cocke County) — округ (графство) у штаті  Теннессі, США. Ідентифікатор округу 47029.

## Історія
Округ утворений 1797 року.

## Демографія
За даними перепису 2000 року загальне населення округу становило 33565 осіб, зокрема міського населення було 11070, а сільського — 22495. Серед мешканців округу чоловіків було 16321, а жінок — 17244. В окрузі було 13762 домогосподарства, 9720 родин, які мешкали в 15844 будинках. Середній розмір родини становив 2,87.
Віковий розподіл населення поданий у таблиці:
| Стать    | До 15 років | 15-21 | 22-29 | 30-39 | 40-49 | 50-65 | 65-85 | Понад 85 |
| -------- | ----------- | ----- | ----- | ----- | ----- | ----- | ----- | -------- |
| Чоловіки | 3186        | 1486  | 1705  | 2397  | 2498  | 3151  | 1750  | 148      |
| Жінки    | 3154        | 1422  | 1700  | 2467  | 2628  | 3196  | 2359  | 318      |

## Суміжні округи
- Гемблен — північ
- Грін — північний схід
- Медісон, Північна Кароліна — схід
- Гейвуд, Північна Кароліна — південь
- Сев'єр — південний захід
- Джефферсон — північний захід

## Виноски
1. ↑  U.S. Decennial Census. United States Census Bureau. Архів оригіналу за 26 квітня 2015. Процитовано 2 квітня 2015.
2. ↑  Historical Census Browser. University of Virginia Library. Архів оригіналу за 11 Серпня 2012. Процитовано 2 квітня 2015.
3. ↑  Forstall, Richard L., ред. (27 березня 1995). Population of Counties by Decennial Census: 1900 to 1990. United States Census Bureau. Архів оригіналу за 21 Лютого 2015. Процитовано 2 квітня 2015.
4. ↑  Census 2000 PHC-T-4. Ranking Tables for Counties: 1990 and 2000 (PDF). United States Census Bureau. 2 квітня 2001. Архів оригіналу (PDF) за 18 Грудня 2014. Процитовано 2 квітня 2015.
5. ↑  State & County QuickFacts. United States Census Bureau. Архів оригіналу за 8 Липня 2011. Процитовано 29 листопада 2013.(англ.) Наведено за англійською вікіпедією.
6. ↑  American FactFinder. Бюро перепису населення США. Архів оригіналу за 29 липня 2011. Процитовано 31 січня 2008.

| США | Це незавершена стаття з географії США. Ви можете допомогти проєкту, виправивши або дописавши її. |